# Академическая гребля на летних Олимпийских играх 2012 — двойки парные (женщины)
Соревнования среди парных двоек по академической гребле среди женщин на летних Олимпийских играх 2012 прошли c 30 июля по 3 августа на гребном канале Дорни. Приняло участие 10 экипажей.
Олимпийскими чемпионками стали британки Анна Уоткинс и Кэтрин Грейнджер.

## Призёры
| Золото                                       | Серебро                        | Бронза                                   |
| Анна Уоткинс Кэтрин Грейнджер Великобритания | Ким Кроу Брук Пратли Австралия | Магдалена Фулярчик Юля Михальская Польша |

## Соревнование

### Предварительный этап
Первые два экипажа из каждого заезда напрямую проходят в финал A. Все остальные попадают в утешительный заезд, где будут разыграны ещё два места в главном финале.

#### Заезд 1
| Место | Спортсмены                     | Время   |
| ----- | ------------------------------ | ------- |
| 1     | Анна Уоткинс Кэтрин Грейнджер  | 6:44,33 |
| 2     | Фиона Патерсон Анна Реймер     | 6:49,44 |
| 3     | Ван Минь Чжу Вэйвэй            | 6:50,64 |
| 4     | Инге Янссен Элизабет Хугерверф | 7:00,10 |
| 5     | Ленка Антошова Йитка Антошова  | 7:05,05 |

#### Заезд 2
| Место | Спортсмены                        | Время   |
| ----- | --------------------------------- | ------- |
| 1     | Ким Кроу Брук Пратли              | 6:48,80 |
| 2     | Магдалена Фулярчик Юля Михальская | 6:50,85 |
| 3     | Мэргот Шамвей Сара Троубридж      | 6:55,25 |
| 4     | Тина Манкер Штефани Шиллер        | 7:08,36 |
| 5     | Анна Кравченко Елена Буряк        | 7:09,40 |

### Утешительный заезд
Два лучших экипажа выходят в главный финал.
| Место | Спортсмены                     | Время   |
| ----- | ------------------------------ | ------- |
| 1     | Ван Минь Чжу Вэйвэй            | 7:09,65 |
| 2     | Мэргот Шамвей Сара Троубридж   | 7:10,37 |
| 3     | Ленка Антошова Йитка Антошова  | 7:11,68 |
| 4     | Тина Манкер Штефани Шиллер     | 7:18,37 |
| 5     | Инге Янссен Элизабет Хугерверф | 7:19,80 |
| 6     | Анна Кравченко Елена Буряк     | 7:23,02 |

### Финалы

#### Финал B
| Место | Спортсмены                     | Время   |
| ----- | ------------------------------ | ------- |
| 1     | Ленка Антошова Йитка Антошова  | 7:24,93 |
| 2     | Инге Янссен Элизабет Хугерверф | 7:29,57 |
| 3     | Тина Манкер Штефани Шиллер     | 7:33,32 |
| 4     | Анна Кравченко Елена Буряк     | 7:36,65 |

#### Финал A
| Место | Спортсмены                        | Время   |
| ----- | --------------------------------- | ------- |
| 1     | Анна Уоткинс Кэтрин Грейнджер     | 6:55,82 |
| 2     | Ким Кроу Брук Пратли              | 6:58,55 |
| 3     | Магдалена Фулярчик Юля Михальская | 7:07,92 |
| 4     | Ван Минь Чжу Вэйвэй               | 7:08,92 |
| 5     | Фиона Патерсон Анна Реймер        | 7:09,82 |
| 6     | Мэргот Шамвей Сара Троубридж      | 7:10,54 |